# Friedrich Beck (archiviste)
 (février 2023).
Pour les articles homonymes, voir Beck.
Ne doit pas être confondu avec Friedrich Beck (écrivain).
Friedrich Beck (né le 20 juin 1927 à Untergrochlitz) est un archiviste et historien allemand. Il est l'auteur et l'éditeur de nombreuses publications, notamment sur l'histoire de l'État du Brandebourg.

## Biographie
Le fils de l'aubergiste du Schwanenschlößchen  de Greiz étudie à l'école à Untergrochlitz de 1933 à 1937, puis est allé au lycée à Greiz. En 1944, il est enrôlé dans le service du travail puis dans la Wehrmacht. Il se retrouve en captivité américaine, d'où il est libéré à la fin de 1945. Après avoir obtenu son diplôme d'études secondaires, il étudie à l'Université Friedrich Schiller d'Iéna à partir d'octobre 1946, où il étudie l'histoire, l'allemand et l'éducation, et en décembre 1950 passe le premier examen d'État pour enseigner dans les écoles supérieures. Dès l'année suivante, il obtient son doctorat avec une thèse sur le thème du développement économique de la ville de Greiz au XIXe siècle. De septembre 1951 à juillet 1953, il étudie à l'Institut d'archivistique de Potsdam (de), où il obtient le deuxième examen d'État d'archiviste scientifique.
Dès juillet 1956, il devient chef des Archives principales d'État de Brandebourg à Potsdam. Il occupe ce poste jusqu'à sa retraite en 1993.
En 1956, Friedrich Beck succède à Willy Flach (de) en tant que maître de conférences en paléographie à l'Institut d'archivistique de Potsdam, affilié à l'Université Humboldt de Berlin en 1958 et finalement dirigé par Botho Brachmann (de). En 1982, il est nommé professeur honoraire de sciences auxiliaires historiques et enseigne principalement la paléographie. Dans cette fonction, il apporte une contribution significative à la formation des archivistes scientifiques en RDA. En outre, Friedrich Beck présente de nombreuses publications.
En 1996, Friedrich Beck est membre fondateur de la Commission historique de Brandebourg (de) et en est élu président. Il est membre de la Commission historique de Berlin depuis 1998 .
Son fils Lorenz Beck (de) (1969-2013) devient comme lui archiviste et historien.

## Honneurs
En reconnaissance et en appréciation des réalisations particulières et de l'accomplissement fidèle de son devoir dans l'édification du socialisme et dans la consolidation et le renforcement de la RDA, Friedrich Beck, qui est membre du SED, est honoré à l'occasion du 19e anniversaire de la RDA avec la Médaille du Mérite de la RDA. En 2001, il devient membre honoraire de l' Association historique d'État pour la Marche de Brandebourg (de)

## Œuvres (sélection)
- Herausgeber der Reihe Veröffentlichungen des Brandenburgischen Landeshauptarchivs, 35 Bände, 1958–1997, darin unter anderem: Übersicht über die Bestände des Brandenburgischen Landeshauptarchivs, 2 Bände, 1964 und 1967; Historisches Ortslexikon für Brandenburg, 10 Bände, 1967–1997; Bibliographie zur Geschichte der Mark Brandenburg, 6 Bände, 1970–1997; Dokumente aus geheimen Archiven, 4 Bände, 1983–1995.
- als Hrsg.: Heimatkunde und Landesgeschichte. Festschrift zum 65. Geburtstag von Rudolf Lehmann (de). 1958.
- mit Manfred Unger (de): „… mit Brief und Siegel“. Dokumente aus Archiven der DDR. Leipzig 1979.
- mit Walter Schmidt: Die Polizeikonferenzen deutscher Staaten 1851–1866. 1993.
- mit Botho Brachmann (de), Wolfgang Hempel (Hrsg.): Potsdamer Studien. 18 Bände, 1995–2005.
- mit Klaus Neitmann (Hrsg.): Brandenburgische Landesgeschichte und Archivwissenschaft. Festschrift für Lieselott Enders (de) zum 70. Geburtstag. 1997.
- mit Eckart Henning, Wolfgang Hempel (de) (Hrsg.): Archivistica docet. Beiträge zur Archivwissenschaft und ihres interdisziplinären Umfelds. 1998.
- mit Eckart Henning (Hrsg.): Vom Nutz und Frommen der Historischen Hilfswissenschaften. (= Herold-Studien, 5), 2000.
- Urkundeninventar des Brandenburgischen Landeshauptarchivs. Kurmark. Teil 1, 2001; Teil 2, 2002.
- mit Eckart Henning (Hrsg.): Brandenburgisches Biographisches Lexikon. (= Einzelveröffentlichungen der Brandenburgischen Historischen Kommission, 5), Verlag für Berlin-Brandenburg, Potsdam 2002,  (ISBN 3-935035-39-X).
- Urkunden der Stadt Beeskow in Regesten (1272–1649). 2003.
- Klaus Neitmann (Hrsg.): Friedrich Beck. Ausgewählte Aufsätze aus den Jahren 1956–2000. Beiträge zur thüringischen und brandenburgischen Landesgeschichte und zu den historischen Hilfswissenschaften. Verlag für Berlin-Brandenburg, Potsdam 2003,  (ISBN 3-935035-38-1).
- mit Eckart Henning (Hrsg.): Die archivalischen Quellen. Eine Einführung in ihre Benutzung. 1994, 4. Auflage 2004, 5. erw. u. aktual. Auflage 2012. Mit einem Beitrag von Reinhold Zilch (de): Münzen und andere Quellen zur Geldgeschichte. S. 378–384, 445–448.
- mit Eckart Henning und anderen (Hrsg.): Archive und Gedächtnis. Festschrift für Botho Brachmann zum 75. Geburtstag. 2005.
- Regesten der Urkunden Kurmärkische Stände (Rep. 23 A) des Brandenburgischen Landeshauptarchivs. 2006.
- Urkunden der Stadt Pritzwalk in Regesten (1256–1703). 2006.
- mit Lorenz Friedrich Beck: Die Lateinische Schrift. Schriftzeugnisse aus dem deutschen Sprachgebiet vom Mittelalter bis zur Gegenwart. Böhlau, Köln/Weimar/Wien 2007,  (ISBN 978-3-412-12506-6).
- mit Klaus Neitmann (Hrsg.): Lebensbilder brandenburgischer Archivare und Historiker. Berlin 2013,  (ISBN 978-3-937233-90-1).